# 1971年イギリスグランプリ
1971年イギリスグランプリ (1971 British Grand Prix) は、1971年のF1世界選手権第6戦として、1971年7月17日にシルバーストン・サーキットで開催された。
レースは68周で行われ、ティレルのジャッキー・スチュワートが2番手スタートから優勝した。マーチのロニー・ピーターソンが2位、ロータスのエマーソン・フィッティパルディが3位となった。

## レース前
前戦フランスGPと本レースの間の7月11日に西ドイツのノリスリンクで行われたインターセリエスポーツカーレースで、ペドロ・ロドリゲスが借り物のフェラーリ・512Sで首位を走行中に激しくクラッシュし、炎上するマシンに閉じ込められた。ロドリゲスは救助されたが数多くの重症を負い、数時間後にニュルンベルクの病院で亡くなった。享年31歳。弟のリカルド・ロドリゲスも9年前の1962年メキシコGPの事故により20歳の若さで亡くなっている。ロドリゲスの死により、この年のメキシコGPは開催意義がなくなったためキャンセルされた。

## エントリー
ペドロ・ロドリゲスを失ったBRMはジョー・シフェールがエースに昇格し、ハウデン・ガンレイと2台で参加した。ロータスはガスタービンエンジン搭載の56Bを再び登場させ、レイネ・ウィセルに与えた。エマーソン・フィッティパルディとデイヴ・チャールトンは本レースからインダクションポッドが装着された72Dを使用する。マクラーレンはこの年F1のレギュラーシートを失っていたジャッキー・オリバーが加わった。マーチはアレックス・ソラー＝ロイグをパフォーマンスの悪さと持ち込み資金が尽きたことにより解雇した。これによりアンドレア・デ・アダミッチは引き続きアルファロメオエンジンを使用し、ナンニ・ギャリはソラー＝ロイグが使用していたDFVエンジン搭載の711を引き継いだ。なお、ロニー・ピーターソンは1戦でDFVエンジンに戻った。地元出身のデレック・ベルはサーティースからスポット参戦する。同じく地元出身のマイク・ボイトラーはクラーク＝モーダウント＝ガスリー・レーシングからマーチ・711を走らせる。

### エントリーリスト
| チーム                                                     | No. | ドライバー                     | コンストラクター | シャシー | エンジン                                 | タイヤ |
| ---------------------------------------------------------- | --- | ------------------------------ | ---------------- | -------- | ---------------------------------------- | ------ |
| ゴールドリーフ・チーム・ロータス                           | 1   | エマーソン・フィッティパルディ | ロータス         | 72D      | フォード・コスワース DFV 3.0L V8         | F      |
| ゴールドリーフ・チーム・ロータス                           | 2   | デイヴ・ウォーカー             | ロータス         | 72D      | フォード・コスワース DFV 3.0L V8         | F      |
| ゴールドリーフ・チーム・ロータス                           | 3   | レイネ・ウィセル               | ロータス         | 56B      | プラット&ホイットニー STN76 ガスタービン | F      |
| スクーデリア・フェラーリ SpA SEFAC                         | 4   | ジャッキー・イクス             | フェラーリ       | 312B2    | フェラーリ 001/1 3.0L F12                | F      |
| スクーデリア・フェラーリ SpA SEFAC                         | 5   | クレイ・レガツォーニ           | フェラーリ       | 312B2    | フェラーリ 001/1 3.0L F12                | F      |
| スクーデリア・フェラーリ SpA SEFAC                         | 6   | マリオ・アンドレッティ 1       | フェラーリ       | 312B2    | フェラーリ 001/1 3.0L F12                | F      |
| クラーク＝モーダウント＝ガスリー・レーシング               | 6   | マイク・ボイトラー             | マーチ           | 711      | フォード・コスワース DFV 3.0L V8         | F      |
| モーターレーシング・ディベロップメンツ・リミテッド         | 7   | グラハム・ヒル                 | ブラバム         | BT34     | フォード・コスワース DFV 3.0L V8         | G      |
| モーターレーシング・ディベロップメンツ・リミテッド         | 8   | ティム・シェンケン             | ブラバム         | BT33     | フォード・コスワース DFV 3.0L V8         | G      |
| ブルース・マクラーレン・モーターレーシング                 | 9   | デニス・ハルム                 | マクラーレン     | M19A     | フォード・コスワース DFV 3.0L V8         | G      |
| ブルース・マクラーレン・モーターレーシング                 | 10  | ピーター・ゲシン               | マクラーレン     | M19A     | フォード・コスワース DFV 3.0L V8         | G      |
| ブルース・マクラーレン・モーターレーシング                 | 11  | ジャッキー・オリバー           | マクラーレン     | M14A     | フォード・コスワース DFV 3.0L V8         | G      |
| エルフ・チーム・ティレル                                   | 12  | ジャッキー・スチュワート       | ティレル         | 003      | フォード・コスワース DFV 3.0L V8         | G      |
| エルフ・チーム・ティレル                                   | 14  | フランソワ・セベール           | ティレル         | 002      | フォード・コスワース DFV 3.0L V8         | G      |
| ヤードレー・チーム・BRM                                    | 15  | ペドロ・ロドリゲス 2           | BRM              | P160     | BRM P142 3.0L V12                        | F      |
| ヤードレー・チーム・BRM                                    | 16  | ジョー・シフェール             | BRM              | P160     | BRM P142 3.0L V12                        | F      |
| ヤードレー・チーム・BRM                                    | 17  | ハウデン・ガンレイ             | BRM              | P153     | BRM P142 3.0L V12                        | F      |
| STP・マーチ・レーシングチーム                              | 18  | ロニー・ピーターソン           | マーチ           | 711      | フォード・コスワース DFV 3.0L V8         | F      |
| STP・マーチ・レーシングチーム                              | 20  | ナンニ・ギャリ                 | マーチ           | 711      | フォード・コスワース DFV 3.0L V8         | F      |
| STP・マーチ・レーシングチーム                              | 19  | アンドレア・デ・アダミッチ     | マーチ           | 711      | アルファロメオ T33 3.0L V8               | F      |
| エキップ・マトラ・スポール                                 | 21  | クリス・エイモン               | マトラ           | MS120B   | マトラ MS71 3.0L V12                     | G      |
| エキップ・マトラ・スポール                                 | 22  | ジャン＝ピエール・ベルトワーズ | マトラ           | MS120B   | マトラ MS71 3.0L V12                     | G      |
| ブルックボンド・オクソ・チーム・サーティース               | 23  | ジョン・サーティース           | サーティース     | TS9      | フォード・コスワース DFV 3.0L V8         | F      |
| アウト・モトール・ウント・シュポルト・チーム・サーティース | 24  | ロルフ・シュトメレン           | サーティース     | TS9      | フォード・コスワース DFV 3.0L V8         | F      |
| チーム・サーティース                                       | 25  | デレック・ベル                 | サーティース     | TS9 3    | フォード・コスワース DFV 3.0L V8         | F      |
| フランク・ウィリアムズ・レーシングカーズ                   | 26  | アンリ・ペスカロロ             | マーチ           | 711      | フォード・コスワース DFV 3.0L V8         | F      |
| ソース:                                                    |     |                                |                  |          |                                          |        |

追記
- ^1 - アンドレッティはアメリカのレースを優先したため、エントリーをキャンセルした[6][8]
- ^2 - ロドリゲスは7月1日にノリスリンクで事故死[3]
- ^3 - ベルのみ予選までTS7も使用した[2]

## 予選
フェラーリのクレイ・レガツォーニが大胆な走りを見せ、ポールポジションを獲得した。レガツォーニの最速タイム（1分18秒1）は木曜日に記録され、ジャッキー・スチュワートは翌日に同じタイムを出したが、先に出したレガツォーニが上位となる。この2人からわずか0.1秒差のジョー・シフェールが3番手に続き、フロントローを獲得した。さらに0.1秒差でエマーソン・フィッティパルディが4番手となり、5番手のロニー・ピーターソンと2列目に並ぶ。3列目はジャッキー・イクス、ティム・シェンケン、デニス・ハルムが占めた。

### 予選結果
| 順位    | No. | ドライバー                     | コンストラクター               | タイム  | 差    | グリッド |
| ------- | --- | ------------------------------ | ------------------------------ | ------- | ----- | -------- |
| 1       | 5   | クレイ・レガツォーニ           | フェラーリ                     | 1:18.10 | -     | 1        |
| 2       | 12  | ジャッキー・スチュワート       | ティレル-フォード              | 1:18.10 | -     | 2        |
| 3       | 16  | ジョー・シフェール             | BRM                            | 1:18.2  | +0.1  | 3        |
| 4       | 1   | エマーソン・フィッティパルディ | ロータス-フォード              | 1:18.3  | +0.2  | 4        |
| 5       | 18  | ロニー・ピーターソン           | マーチ-フォード                | 1:19.0  | +0.9  | 5        |
| 6       | 4   | ジャッキー・イクス             | フェラーリ                     | 1:19.5  | +1.4  | 6        |
| 7       | 8   | ティム・シェンケン             | ブラバム-フォード              | 1:19.5  | +1.4  | 7        |
| 8       | 9   | デニス・ハルム                 | マクラーレン-フォード          | 1:19.6  | +1.5  | 8        |
| 9       | 21  | クリス・エイモン               | マトラ                         | 1:19.7  | +1.6  | 9        |
| 10      | 14  | フランソワ・セベール           | ティレル-フォード              | 1:19.8  | +1.7  | 10       |
| 11      | 17  | ハウデン・ガンレイ             | BRM                            | 1:19.84 | +1.74 | 11       |
| 12      | 24  | ロルフ・シュトメレン           | サーティース-フォード          | 1:19.88 | +1.78 | 12       |
| 13      | 2   | デイヴ・チャールトン           | ロータス-フォード              | 1:20.05 | +1.95 | 13       |
| 14      | 10  | ピーター・ゲシン               | マクラーレン-フォード          | 1:20.1  | +2.0  | 14       |
| 15      | 22  | ジャン＝ピエール・ベルトワーズ | マトラ                         | 1:20.2  | +2.1  | 15       |
| 16      | 7   | グラハム・ヒル                 | ブラバム-フォード              | 1:20.3  | +2.2  | 16       |
| 17      | 26  | アンリ・ペスカロロ             | マーチ-フォード                | 1:20.5  | +2.4  | 17       |
| 18      | 23  | ジョン・サーティース           | サーティース-フォード          | 1:20.6  | +2.5  | 18       |
| 19      | 3   | レイネ・ウィセル               | ロータス-プラット&ホイットニー | 1:20.66 | +2.56 | 19       |
| 20      | 6   | マイク・ボイトラー             | マーチ-フォード                | 1:20.7  | +2.6  | 20       |
| 21      | 20  | ナンニ・ギャリ                 | マーチ-フォード                | 1:20.9  | +2.8  | 21       |
| 22      | 11  | ジャッキー・オリバー           | マクラーレン-フォード          | 1:21.0  | +2.9  | 22       |
| 23      | 25  | デレック・ベル 1               | サーティース-フォード          | 1:22.3  | +4.2  | 23       |
| 24      | 19  | アンドレア・デ・アダミッチ     | マーチ-アルファロメオ          | 1:23.2  | +5.1  | 24       |
| ソース: |     |                                |                                |         |       |          |

追記
- ^1 - ベルは予選タイムをサーティース・TS7で記録した[2]

## 決勝
スターターが国旗を振るのが遅かったため、スタートは混乱した。後方でジャッキー・オリバーがグラハム・ヒルと接触し、オリバーは50ポンドの罰金を課せられた。クレイ・レガツォーニが首位をキープし、ジャッキー・イクスがジャッキー・スチュワートを抜き、フェラーリ勢の1-2体制となったが、2周目にスチュワートがイクスを抜き返し、ジョー・シフェールもイクスを抜いた。スチュワートは4周目にレガツォーニを抜いて首位に立つと後続との差を広げていった。レガツォーニは5周目にシフェールにも抜かれ、スチュワート、シフェール、レガツォーニ、イクスの順でレースは進行していく。エマーソン・フィッティパルディはスタートに失敗し、1周目が終わる頃に11位に後退していたが、ロニー・ピーターソンとティム・シェンケンとともに記憶に残る入賞圏内争いを繰り広げる。シフェールは振動に悩まされ、17周目にレガツォーニに抜き返されたが、レガツォーニの後方に留まり続けた。スチュワートはリードをさらに広げ、20周目にはレガツォーニに18秒の差を付けた。イクスは左フロントタイヤのゴムが剥離したため順位を落とし、シフェールも点火装置のトラブルでピットインしたため、ピーターソン、シェンケン、フィッティパルディが3-5位に浮上する。
48周目にはタイヤの問題がレガツォーニにも起こり、タイヤの交換を済ませてピットアウトしようとした際にエンジンの油圧が低下してしまい、そのままリタイアした。シェンケンもギアボックスに問題が発生してリタイアとなり、初めての表彰台のチャンスを逸した。
スチュワートは母国グランプリで圧倒的な勝利を収めて連勝し、今季4勝目を挙げた。ピーターソンは2度目の2位に食い込み、フィッティパルディが3位表彰台を獲得した。アンリ・ペスカロロはロルフ・シュトメレンにわずか0.5秒差で4位となり、ジョン・サーティースが6位に入賞した。
スチュワートはチャンピオン争いでも2位イクスとの差を23点に広げ、独走態勢に入った。

### レース結果
| 順位    | No. | ドライバー                     | コンストラクター               | 周回数 | タイム/リタイア原因 | グリッド | ポイント |
| ------- | --- | ------------------------------ | ------------------------------ | ------ | ------------------- | -------- | -------- |
| 1       | 12  | ジャッキー・スチュワート       | ティレル-フォード              | 68     | 1:31:31.5           | 2        | 9        |
| 2       | 18  | ロニー・ピーターソン           | マーチ-フォード                | 68     | +36.1               | 5        | 6        |
| 3       | 1   | エマーソン・フィッティパルディ | ロータス-フォード              | 68     | +50.5               | 4        | 4        |
| 4       | 26  | アンリ・ペスカロロ             | マーチ-フォード                | 67     | +1 Lap              | 17       | 3        |
| 5       | 24  | ロルフ・シュトメレン           | サーティース-フォード          | 67     | +1 Lap              | 12       | 2        |
| 6       | 23  | ジョン・サーティース           | サーティース-フォード          | 67     | +1 Lap              | 18       | 1        |
| 7       | 22  | ジャン＝ピエール・ベルトワーズ | マトラ                         | 66     | +2 Laps             | 15       |          |
| 8       | 17  | ハウデン・ガンレイ             | BRM                            | 66     | +2 Laps             | 11       |          |
| 9       | 16  | ジョー・シフェール             | BRM                            | 66     | +2 Laps             | 3        |          |
| 10      | 14  | フランソワ・セベール           | ティレル-フォード              | 65     | +3 Laps             | 10       |          |
| 11      | 20  | ナンニ・ギャリ                 | マーチ-フォード                | 65     | +3 Laps             | 21       |          |
| 12      | 8   | ティム・シェンケン             | ブラバム-フォード              | 63     | ギアボックス        | 7        |          |
| NC      | 3   | レイネ・ウィセル               | ロータス-プラット&ホイットニー | 57     | 規定周回数不足      | 19       |          |
| NC      | 19  | アンドレア・デ・アダミッチ     | マーチ-アルファロメオ          | 56     | 規定周回数不足      | 24       |          |
| Ret     | 10  | ピーター・ゲシン               | マクラーレン-フォード          | 53     | エンジン            | 14       |          |
| Ret     | 4   | ジャッキー・イクス             | フェラーリ                     | 51     | エンジン            | 6        |          |
| Ret     | 5   | クレイ・レガツォーニ           | フェラーリ                     | 48     | 油圧                | 1        |          |
| Ret     | 21  | クリス・エイモン               | マトラ                         | 35     | エンジン            | 9        |          |
| Ret     | 9   | デニス・ハルム                 | マクラーレン-フォード          | 32     | エンジン            | 8        |          |
| Ret     | 25  | デレック・ベル                 | サーティース-フォード          | 23     | サスペンション      | 23       |          |
| Ret     | 6   | マイク・ボイトラー             | マーチ-フォード                | 21     | 油圧                | 20       |          |
| Ret     | 2   | デイヴ・チャールトン           | ロータス-フォード              | 1      | エンジン            | 13       |          |
| Ret     | 7   | グラハム・ヒル                 | ブラバム-フォード              | 0      | アクシデント        | 22       |          |
| Ret     | 11  | ジャッキー・オリバー           | マクラーレン-フォード          | 0      | アクシデント        | 16       |          |
| ソース: |     |                                |                                |        |                     |          |          |

優勝者ジャッキー・スチュワートの平均速度
210.007 km/h (130.492 mph)
ファステストラップ
- ジャッキー・スチュワート - 1:19.9（45周目）

ラップリーダー
太字は最多ラップリーダー
- クレイ・レガツォーニ - 3周 (1-3)
- ジャッキー・スチュワート - 65周 (4-68)

達成された主な記録
- ドライバー
  - 初出走: マイク・ボイトラー[17]
  - 10回目のファステストラップ: ジャッキー・スチュワート[6]
- コンストラクター
  - 10回目の表彰台: マーチ（2位ロニー・ピーターソン）[6]

## 第6戦終了時点のランキング
|         | 順位 | ドライバー                     | ポイント |
| ------- | ---- | ------------------------------ | -------- |
|         | 1    | ジャッキー・スチュワート       | 42       |
|         | 2    | ジャッキー・イクス             | 19       |
| 2       | 3    | ロニー・ピーターソン           | 15       |
| 5       | 4    | エマーソン・フィッティパルディ | 10       |
| 2       | 5    | マリオ・アンドレッティ         | 9        |
| ソース: |      |                                |          |

|         | 順位 | コンストラクター  | ポイント |
| ------- | ---- | ----------------- | -------- |
|         | 1    | ティレル-フォード | 42       |
|         | 2    | フェラーリ        | 28       |
| 1       | 3    | マーチ-フォード   | 15       |
| 1       | 4    | ロータス-フォード | 13       |
| 2       | 5    | BRM               | 12       |
| ソース: |      |                   |          |

- 注:  トップ5のみ表示。前半6戦のうちベスト5戦及び後半5戦のうちベスト4戦がカウントされる。